# Charlie Murphy (actriz)
Charlotte Murphy (Enniscorthy, Wexford, 30 de noviembre de 1987), conocida como Charlie Murphy, es una actriz irlandesa. Es conocida por sus papeles en la serie de RTÉ Love/Hate, por interpretar a Ann Gallagher en la serie de BBC One Happy Valley, además es conocida por su papel en la serie de Halo por interpretar a Makee y  por su papel como Jessie Eden en la serie de BBC Peaky Blinders.

## Biografía
Charlie Murphy nació en Enniscorthy, en el condado de Wexford; sus padres Pat y Brenda Murphy eran dueños de un salón de belleza, y su padre es también un pastor cristiano renacido. Cuando ella tenía 12 años de edad su familia se mudó a la ciudad de Wexford, capital del condado. Murphy estudió en el Gaiety School of Acting (un centro educativo de formación actoral) en la ciudad de Dublín entre 2006 y 2008.
Su debut como actriz fue en un episodio de la serie de televisión irlandesa The Clinic en 2009; luego trabajó en varias series de televisión. Hasta el momento su trabajo más reconocido ha sido por el personaje de Siobhan Delaney en la serie Love/Hate de la cadena irlandesa RTÉ; un trabajo por el que recibió el Premio a la Mejor Actriz de 2013 de la Academia de Cine y Televisión de Irlanda.
En el cine su debut fue con un personaje secundario en la película Philomena de 2013; en 2014 fue la protagonista femenina (la princesa Inghean) de la película de acción Northmen: A Viking Saga (ambientada en la Escocia de la Alta Edad Media). También ese año se estrenó la película '71 en la que tuvo un personaje secundario.
La actriz interpreta a Ann Gallagher en la serie Happy Valley, de 2014 al presente; e interpretó el personaje de la reina Iseult en la serie de televisión británica The Last Kingdom, de la BBC, en 2015. Desde 2017 interpreta el papel de Jessie Eden en la serie de BBC Two Peaky Blinders, un personaje comunista basado en hechos reales. Murphy, dándole vida a la intrépida  Jessie Eden.  En 2021, se confirmó su participación en  la serie original de Paramount+ ‘Halo’, adaptación televisiva de la famosa franquicia de videojuegos del mismo nombre creada por Studio 343 y Microsoft, producida por Steven Spielberg.

## Filmografía
| Año       | Título                  | Papel                          | Productora | Notas               |
| --------- | ----------------------- | ------------------------------ | ---------- | ------------------- |
| 2022      | Halo                    | Makee (La elegida)             | Paramount  | Serie de televisión |
| 2017      | Peaky Blinders          | Jessie Eden                    | BBC        | Serie de televisión |
| 2017      | The Foreigner           | Maggie/Sara McKay              |            | Película            |
| 2016      | Rebellion               | Elizabeth Butler               | RTÉ        | Miniserie           |
| 2016      | To Walk Invisible       | Anne Brontë                    | BBC        | Serie de televisión |
| 2015      | The Last Kingdom        | Iseult                         | BBC        | Serie de televisión |
| 2014–2016 | Happy Valley            | Ann Gallagher                  | BBC        | Serie de televisión |
| 2014      | Quirke                  | Deirdre Hunt                   | BBC        | TV miniseries       |
| 2014      | Northmen: A Viking Saga | Inghean                        |            | Película            |
| 2014      | '71                     | Brigid                         |            | Película            |
| 2013–2014 | The Village             | Martha Lane / Martha Allingham | BBC        | Serie de televisión |
| 2013      | Ripper Street           | Evelyn Foley                   | BBC        | Serie de televisión |
| 2013      | Philomena               | Kathleen                       |            | Película            |
| 2012      | Misfits                 | Grace                          | Channel 4  | Serie de televisión |
| 2010–2014 | Love/Hate               | Siobhan Delaney                | RTÉ        | Serie de televisión |
| 2010      | Single-Handed           | Mairead O'Sullivan             | RTÉ        | Serie de televisión |
| 2009      | The Clinic              | Natasha Halpin                 | RTÉ        | Serie de televisión |